# 多倫戰鬥 (1933年7月)
多倫戰鬥發生於1933年7月1日至7月12日，地點位于中华民国察哈尔省多伦县，是察哈尔民众抗日同盟军与获大日本帝国关东军支持的李守信部发生的战斗。